# Graham Harman
Graham Harman (nacido el 9 de mayo de 1968) es un filósofo estadounidense. Es profesor distinguido de filosofía en el Instituto de Arquitectura del Sur de California en Los Ángeles. Su obra sobre la metafísica de los objetos condujo al desarrollo de la ontología orientada a los objetos. Es una figura central en la corriente del realismo especulativo en la filosofía contemporánea.

## Biografía
Harman nació en Iowa City y se crio en Mount Vernon, Iowa. Completó una licenciatura en el St. John's College en Annapolis, Maryland en 1990 y continuó sus estudios de posgrado en la Penn State University para obtener la maestría, estudiando con el filósofo Alphonso Lingis, en 1991. Mientras cursaba su doctorado en la Universidad DePaul, Harman trabajó como reportero deportivo, una experiencia a la que atribuye el desarrollo de su estilo de escritura y productividad. Tras finalizar su formación en 1999 se incorporó al Departamento de Filosofía de la American University de El Cairo, donde impartió clases desde 2000 hasta 2016, llegando al rango de Distinguished University Professor. También ha sido profesor invitado en la Universidad de Ámsterdam, la Universidad de Turín y la Universidad de Yale. Desde 2013 es profesor de la European Graduate School.

## Obra filosófica
Harman comienza el desarrollo de su trabajo con el concepto de "análisis de herramientas" de Martin Heidegger en Ser y tiempo. Para Harman, el análisis de herramientas fue un descubrimiento clave que sienta las bases para tomar en serio la existencia autónoma de los objetos y, al hacerlo, resalta las deficiencias en la fenomenología debido a su plantamiento de subordinación de los objetos a su uso o relación con los humanos.
Harman es considerado parte de la tendencia del realismo especulativo, un grupo nebuloso de filósofos unidos por dos perspectivas: un rechazo de las "filosofías de acceso" antropocéntricas que privilegian la perspectiva de los humanos en relación con los objetos, y un apoyo del realismo metafísico a través del rechazo de "correlacionismo", una suposición en la filosofía post-kantiana que el realista especulativo Quentin Meillassoux define como "la idea según la cual solo tenemos acceso a la correlación entre pensar y ser, y nunca a ninguno de los términos considerados separados del otro". El enfoque orientado a los objetos de Harman considera que la vida de los objetos sería un terreno fértil para una metafísica que trabaje para superar el antropocentrismo y el correlacionismo.
Según Harman, todo es un objeto, ya sea un buzón, una sombra, un espacio-tiempo, un personaje de ficción o la Mancomunidad de Naciones. Sin embargo, basándose en la fenomenología, distingue entre dos categorías de objetos: objetos reales y objetos sensibles (u objetos intencionales), lo que distingue su filosofía de la ontología plana de Bruno Latour.
Harman define los objetos reales como inaccesibles e infinitamente apartados de todas las relaciones y luego se pregunta cómo se puede acceder a esos objetos o establecer relaciones: "por definición, no hay acceso directo a los objetos reales. Los objetos reales son inconmensurables con nuestro conocimiento, intraducibles a cualquier acceso relacional de cualquier tipo, cognitivo o de otro tipo. Los objetos solo pueden conocerse indirectamente. Y esto no solo respecto a los humanos, sino respecto de todo ".
Un elemento central de la filosofía de Harman es la idea de que los objetos reales son inagotables: "Un oficial de policía que come un plátano reduce esta fruta a un perfil presente de su profundidad elusiva, al igual que un mono que come el mismo plátano, un parásito que lo infecta, o una ráfaga de viento que lo haga volar desde un árbol. El ser plátano es una realidad genuina en el mundo, una realidad nunca agotada por ninguna relación con él por parte de humanos u otras entidades". (Harman 2005: 74). Debido a esta inagotabilidad, afirma Harman, existe un problema metafísico con respecto a cómo dos objetos pueden interactuar. Su solución es introducir la noción de "causalidad vicaria", según la cual los objetos solo pueden interactuar por medio de una "intención" (que también es un objeto).
Aprovechando la tradición fenomenológica, y especialmente su giro lingüístico, Harman despliega un tipo de realismo metafísico que intenta sacar a los objetos de su cautiverio humano y alude metafóricamente a un extraño mundo subterráneo de los objetos en sí mismos "sellados al vacío": el propio cometa, el propio mono, la propia Coca-Cola, resuenan en los sótanos del ser donde no llega ninguna relación".
En línea con el panpsiquismo, Harman propone una nueva disciplina filosófica llamada "psicología especulativa" dedicada a investigar las "capas cósmicas de la psique" y "descubrir la realidad psíquica específica de todas las cosas como las lombrices, el polvo, los ejércitos, la tiza y la piedra". Sin embargo, Harman no respalda sin reservas un panpsiquismo que lo abarca todo y en su lugar propone una especie de 'polipsiquismo' que, sin embargo, se debe "inflar más allá de todos los límites anteriores, pero sin extenderse por completo a todas las entidades". Continúa afirmando que "percibir" y "no percibir" no generan diferentes tipos de objetos, sino que pueden encontrarse en la misma entidad en diferentes momentos: "Lo importante es que los objetos no perciben en la medida en que existen, como panpsiquismo proclama. En cambio, perciben en la medida en que se relacionan " 
Harman rechaza el cientificismo por su antropocentrismo: "Para ellos, las gotas de lluvia no saben nada, los lagartos saben muy poco, y algunos humanos tienen más conocimientos que otros".